# Linteler Bäke
Die Linteler Bäke ist ein Fließgewässer in der Gemeinde Hude im Landkreis Oldenburg in Niedersachsen.
Der etwa 5 km lange Bach hat seine Quelle nordöstlich der Ortschaft Hurrel. Von dort fließt er in nordwestliche Richtung und unterquert dabei die Linteler Straße. Bei Lintel mündet von rechts kommend die Regter Bäke in die Linteler Bäke. Diese mündet schließlich als rechter Nebenfluss in den Geestrandgraben.